# SMART Recovery
SMART Recovery (англ. Self Management and Recovery Training, «тренинг по самоуправлению и восстановлению») — международная некоммерческая организация, которая оказывает помощь лицам, страдающим от аддикции (зависимости), в частности наркомании и алкоголизма. Используемый подход носит светский, научно обоснованный характер и использует неконфронтационные мотивационные, поведенческие и когнитивные методы. Участники групповых собраний изучают методы реабилитации, полученные из научно-обоснованных методов лечения зависимости.

## Методология
Программа SMART Recovery основана на научных знаниях, и будет продолжать развиваться по мере развития научного знания.  Программа использует принципы мотивационного интервьюирования, созданные в терапии повышения мотивации, и методы, заимствованные из когнитивно-поведенческой терапии (КПТ), особенно из версии под названием рационально-эмоционально-поведенческая терапия (РЭПТ), а также научно-обоснованные исследования лечения зависимости.
Программа делает акцент на четыре области (так называемая «Программа 4 Пунктов») в процессе восстановления:
- Создание и поддержание мотивации к отказу от алкоголя.
- Обучение противодействию возникающему влечению.
- Обучение управлению своими мыслями, эмоциями и поведением.
- Построение сбалансированной жизни.

SMART Инструменты представляет собой сборник различных методов мотивационной терапии, КПТ и РЭПТ (или «инструментов»), которые направлены на выполнение 4 Пунктов.
Программа не использует двенадцать шагов, которые составляют основу различных «анонимных» групп самопомощи (Анонимные Алкоголики, Анонимные Наркоманы и др.) и часто упоминается как «альтернатива АА» или «альтернатива Двенадцати Шагам». Несмотря на упоминание в качестве «альтернативы», она также рекомендуется в качестве возможного «дополнения» к 12-шаговой программе в главной публикации программы SMART Recovery — «Руководстве SMART Recovery».

### Стадии изменения как инструмент SMART Recovery
В SMART Recovery считается, что её участники могут находиться на одной или более различных стадиях изменения и что различные упражнения могут быть полезны на различных стадиях.
1. Неосознанность — На данном этапе участник может не понимать, что у него есть проблемы
2. Осознание — Участник оценивает преимущества и недостатки зависимости
3. Решимость / Подготовка — Участник заполняет План изменений
4. Действие — Участник ищет новые способы управления аддиктивным поведением. Это может включать самопомощь, поддержку группы и профессиональную помощь психолога-аддиктолога
5. Поддержание состояния — Через несколько месяцев, когда поведение участника изменилось, и теперь необходимо поддерживать достигнутое состояние
6. Рецидив — Хотя рецидивы (срывы) и не являются неизбежными, они являются нормальной частью цикла изменения и если проходят благополучно, могут служить обучающим опытом в преодолении зависимости
7. Прекращение — По прошествии длительного периода изменений, участник может прекратить работать по программе SMART Recovery

## История и организация
Зарегистрированная в 1992 году как «Сеть самопомощи для злоупотребляющих алкоголем и наркотиками» (Alcohol and Drug Abuse Self-Help Network, ADASHN), организация начала свою деятельность под названием SMART Recovery в 1994 году.
Основная деятельность координируется Советом директоров, состоящим из добровольцев, в который первоначально входил доктор Марк Керн. Местные группы проводятся силами добровольцев, называемых Посредниками, при содействии профессионалов-добровольцев, называемых Добровольными Консультантами. Центральный офис организации находится в городе Ментор, Огайо.
SMART Recovery предлагает свои услуги бесплатно, хотя собираются пожертвования, а публикуемые издания продаются.

## Собрания групп
Собрания являются бесплатными для всех желающих принять участие, и предназначены для информирования и поддержки участников. По состоянию на июнь 2014 года проводится более 800 еженедельных собраний групп во главе с добровольцами-посредниками проводятся по всему миру. Кроме того, организация предоставляет онлайн-ресурсы и поддержку для добровольцев и тех, кто проводит группы, а также одно или несколько ежедневных онлайн-собраний.
Собрания также проводятся в лечебных учреждениях во многих штатах: Аризоне, Калифорнии, Флориде, Индиане, Массачусетсе, Мичигане, Миннесоте, Нью-Джерси, Нью-Йорке, Вермонте, Вирджинии, Вашингтоне и Висконсине.

### В России и СНГ
На территории СНГ действует группа в Узбекистане. С 2016 года, собрания проводятся в Астрахани.
В настоящее время есть пять официально зарегистрированных русскоязычных онлайн групп с фасилитаторами, прошедшими Facilitator Training. https://www.smartrecoveryinternational.org/

## Семья и Друзья
SMART Семья и Друзья представляет собой интернет-группу поддержки для родных и близких людей с зависимостью. Группа была основана в сентябре 2010 года. Её целью является помощь в решении конкретных проблем, возникающих, когда член семьи или друг пытается помочь любимому человеку, страдающему от зависимости. В своей работе группа опирается на опыт сообщества CRAFT (Community Reinforcement Approach and Family Training), основанного на работах Роберта Майерса, и существенно отличается от Ал-Анон тем, что выступает за идею, что родные и близкие могут оказать положительное влияние на зависимого. Кроме того, в исследовании Майерса программа CRAFT показывает большую эффективность, чем интервенция Вернона Джонсона или Ал-Анон, а также имеет меньше отрицательных побочных эффектов, причем независимо от того, проходит ли зависимый лечение.

## Научное признание
SMART признана Американской академии семейных врачей, а также Национальным институтом исследований злоупотребления наркотиками (NIDA) и Национальным институтом исследований злоупотребления алкоголем и алкоголизма (NIAAA). NIDA и NIAAA являются учреждениями Национальных Институтов Здоровья (NIH), являющихся составной частью Министерства здравоохранения и социальных служб США.